# 백사 부인
"백사 부인"(Madam White Snake)은 한국에서 제작된 신상옥 감독의 1960년 공포, 멜로/로맨스 영화이다. 최은희 등이 주연으로 출연하였고 신상옥 등이 제작에 참여하였다.

## 출연

### 주연
- 최은희
- 강신성일
- 김동원

## 기타
- 조명: 이규창
- 녹음: 이경순
- 미술: 강성범